# Валефиорита
Валефиорѝта (на италиански: Vallefiorita, до 1863 г. Sant'Elia, Сант'Елия) е село и община в Южна Италия, провинция Катандзаро, регион Калабрия. Разположено е на 329 m надморска височина. Населението на общината е 1823 души (към 2012 г.).